# 36加3號列車
36加3號列車（日语： 36plus3）、為九州旅客鐵道於九州島內環繞一周的豪華觀光列車，以博多站為起點，以逆時針方向圍繞九州島一圈，最後返回博多站為止，當中亦會經過原鹿兒島本線、現為肥薩橙鐵道線的路段。

## 概要
「36加3號列車」是JR九州繼2017年推出「翡翠山翡翠號列車」後的另一款「D&S（Design and story，設計與故事）」列車，2019年11月21日正式發表。意念源於「讓所有代表九州的事物，都可以聚集在一列「移動的九州」的列車」。也因着這想法，這次採用的列車便是以主力行走九州特急列車的787系列車。這也是JR九州第一次採用電聯車作為D&S觀光列車。由水戶岡銳治擔任車輛內、外設計事宜。
整個「36加3號列車」巡迴行程需時五日，總長度達1,198公里，藉此成為世界最長（非寢台列車）的環狀鐵路路線，而實際走線，亦與平假名中的類近，亦有「世界第一目標」的意象。
「36加3號列車」與另一輛團體專用觀光列車「九州七星號列車」一樣，除可透過旅行社購買附有午餐的旅行套票外，部份的座席票亦可以在綠窗口購買。然而，「36加3號列車」所推銷的是白天享受列車之樂，而晚上則希望乘客能享受停車站當地之樂，因此不像「九州七星號列車」般設有宿泊設備。

## 運行形式
毎逢星期四由博多出發，整個車程共分為五日，並按下列的路桯行經。可以選擇全部或個別路程（以日為單位），連午膳的車費約為1-2萬日元不等。其中，可供上、落的車站共有10個，另有9個特別停車站，可安排乘客暫時離開車廂參與活動或觀光，但不可以離開了車站範圍（除非安排的活動在車站範圍外，如重岡站）。特別停車站通常會安排地元團體售賣當地物產，或者是在被稱為「秘境車站」停車瀏覧。
而隨着不同的車窗風景，車內亦會有對應的車內廣播提供。
1、2、3號車的個室乘客，因乃全為透過旅行社購買的套票，因此均會提供車內午膳服務（星期一由長崎至博多為晚餐）。另外不同個室有最少使用人數，4座位個室、6座位個室需最少3人；2人個室最少為1人，如人數不足，則有機會加收最少1人的費用。
5、6號車的座席乘客，如透過綠窗口購買，基本車費及特急費用均與一般列車相同（採取B特急費用），另外再加綠色車廂車費：150公里以內為3,300日圓、151-200公里為4,300円、201km公里以上為5,300円，大小同價。
隨西九州新幹線開業，原來星期一開出的「金之路」取消了肥前濱至長崎的一段長崎本線路段，及由長崎開往佐世保（經大村線）路段，改為由肥前濱先折返回江北，再改經佐世保線前往佐世保。
列車編號定為8101～8114M（不設8113M）。
星期四“赤之路”
- 8101M（休日為8111M） 博多→熊本（停玉名）
- 8103M 熊本→出水
- 8105M 出水→鹿兒島中央（停牛之濱）

星期五“黑之路”
- 8102M 鹿兒島中央→大隅大川原
- 8104M 大隅大川原→宮崎（停青井岳）

星期六“綠之路”
- 8106M 宮崎空港→重岡（停延岡、宗太郎）
- 8108M 重岡→別府

星期日“青之路”
- 8110M 大分→門司港（停杵築、中津）
- 8107M 門司港→博多

星期一“金之路”
- 8109M 博多→肥前濱
- 8112M 肥前濱→江北
- 8111M 江北→佐世保（停上有田）
- 8114M 佐世保→博多

首代“金之路”（至2022年9月）
-  8120M 佐世保→博多

（註：不計算運轉停車車站）
此外，星期日的行程當由門司港返回博多時，原來的列車方向會倒轉，再加上星期一的行程為同線道來回，因此，當到星期四進行新的一圈時，車廂編排會與上星期的編排倒轉。

## 外部連結
- 官方网站